# نفذ ناجي
نفذ ناجي (بالمجرية: Nagy Péter)‏ (و. 1920 – 2010 م) هو مؤلف، وأستاذ جامعي، وكاتب مجري، ولد في بودابست، كان عضوًا في الأكاديمية الهنغارية للعلوم، توفي في بودابست، عن عمر يناهز 90 عاماً.

## مناصب
تولى منصب سفير، UNESCO office United States ‏ (1985–1988).

## التعليم
تعلم في جامعة جنيف (حتى 1945)، وجامعة أوتفوش لوراند (حتى 1942).